# DDR-Meisterschaften im Gewichtheben 1989
Die 41. DDR-Meisterschaften im Gewichtheben wurden am 23. und 24. Juni 1989 in Karl-Marx-Stadt ausgetragen. Gewertet wurden das Mehrkampfergebnis im olympischen Zweikampf sowie die Einzeldisziplinen Reißen und Stoßen.

## Medaillengewinner

### Fliegengewicht (bis 52 kg)
| Disziplin | Gold                         | Gold     | Silber             | Bronze             |
| --------- | ---------------------------- | -------- | ------------------ | ------------------ |
| Reißen    | Volker Gdanietz (TSC Berlin) | 095,0 kg | nur ein Teilnehmer | nur ein Teilnehmer |
| Stoßen    | Volker Gdanietz (TSC Berlin) | 125,0 kg | nur ein Teilnehmer | nur ein Teilnehmer |
| Mehrkampf | Volker Gdanietz (TSC Berlin) | 220,0 kg | nur ein Teilnehmer | nur ein Teilnehmer |

### Bantamgewicht (bis 56 kg)
| Disziplin | Gold                                  | Gold     | Silber             | Bronze             |
| --------- | ------------------------------------- | -------- | ------------------ | ------------------ |
| Reißen    | Andreas Wagner (BSG Wismut Altenburg) | 085,0 kg | nur ein Teilnehmer | nur ein Teilnehmer |
| Stoßen    | Andreas Wagner (BSG Wismut Altenburg) | 107,5 kg | nur ein Teilnehmer | nur ein Teilnehmer |
| Mehrkampf | Andreas Wagner (BSG Wismut Altenburg) | 192,5 kg | nur ein Teilnehmer | nur ein Teilnehmer |

### Federgewicht (bis 60 kg)
| Disziplin | Gold                       | Gold     | Silber                     | Silber   | Bronze                             | Bronze   |
| --------- | -------------------------- | -------- | -------------------------- | -------- | ---------------------------------- | -------- |
| Reißen    | Marco Spanehl (TSC Berlin) | 122,5 kg | Mario Ludwigs (TSC Berlin) | 117,5 kg | Manfred Pflenzel (BSG Wismut Gera) | 100,0 kg |
| Stoßen    | Marco Spanehl (TSC Berlin) | 160,0 kg | Mario Ludwigs (TSC Berlin) | 150,0 kg | Manfred Pflenzel (BSG Wismut Gera) | 115,0 kg |
| Mehrkampf | Marco Spanehl (TSC Berlin) | 282,5 kg | Mario Ludwigs (TSC Berlin) | 267,5 kg | Manfred Pflenzel (BSG Wismut Gera) | 215,0 kg |

### Leichtgewicht (bis 67,5 kg)
| Disziplin | Gold                              | Gold     | Silber                                  | Silber   | Bronze                           | Bronze   |
| --------- | --------------------------------- | -------- | --------------------------------------- | -------- | -------------------------------- | -------- |
| Reißen    | Michael Meier (TSC Berlin)        | 127,5 kg | Bernd Schmiedel (BSG Wismut Gera)       | 125,0 kg | Uwe Günther (SC Einheit Dresden) | 125,0 kg |
| Stoßen    | Bernd Schmiedel (BSG Wismut Gera) | 157,5 kg | Andreas Kuhles (ASK Vorwärts Frankfurt) | 155,0 kg | Michael Meier (TSC Berlin)       | 152,5 kg |
| Mehrkampf | Bernd Schmiedel (BSG Wismut Gera) | 282,5 kg | Michael Meier (TSC Berlin)              | 280,0 kg | Uwe Günther (SC Einheit Dresden) | 272,5 kg |

### Mittelgewicht (bis 75 kg)
| Disziplin | Gold                              | Gold     | Silber                           | Silber   | Bronze                      | Bronze   |
| --------- | --------------------------------- | -------- | -------------------------------- | -------- | --------------------------- | -------- |
| Reißen    | Joachim Kunz (SC Karl-Marx-Stadt) | 145,0 kg | Marc Huster (SC Einheit Dresden) | 140,0 kg | Roger Zielecke (TSC Berlin) | 130,0 kg |
| Stoßen    | Joachim Kunz (SC Karl-Marx-Stadt) | 185,0 kg | Marc Huster (SC Einheit Dresden) | 165,0 kg | Roger Zielecke (TSC Berlin) | 165,0 kg |
| Mehrkampf | Joachim Kunz (SC Karl-Marx-Stadt) | 330,0 kg | Marc Huster (SC Einheit Dresden) | 305,0 kg | Roger Zielecke (TSC Berlin) | 295,0 kg |

### Leichtschwergewicht (bis 82,5 kg)
| Disziplin | Gold                                 | Gold     | Silber                             | Silber   | Bronze                             | Bronze   |
| --------- | ------------------------------------ | -------- | ---------------------------------- | -------- | ---------------------------------- | -------- |
| Reißen    | Ingo Steinhöfel (SC Karl-Marx-Stadt) | 165,0 kg | Eckehard Scholz (TSC Berlin)       | 152,5 kg | René Bast (ASK Vorwärts Frankfurt) | 147,5 kg |
| Stoßen    | Ingo Steinhöfel (SC Karl-Marx-Stadt) | 200,0 kg | René Bast (ASK Vorwärts Frankfurt) | 182,5 kg | Eckehard Scholz (TSC Berlin)       | 182,5 kg |
| Mehrkampf | Ingo Steinhöfel (SC Karl-Marx-Stadt) | 365,0 kg | Eckehard Scholz (TSC Berlin)       | 335,0 kg | René Bast (ASK Vorwärts Frankfurt) | 330,0 kg |

### Mittelschwergewicht (bis 90 kg)
| Disziplin | Gold                               | Gold     | Silber                       | Silber   | Bronze                          | Bronze   |
| --------- | ---------------------------------- | -------- | ---------------------------- | -------- | ------------------------------- | -------- |
| Reißen    | Mario Schult (BSG Motor Stralsund) | 167,5 kg | Thomas Kantusch (TSC Berlin) | 165,0 kg | Lutz Lange (SC Karl-Marx-Stadt) | 162,5 kg |
| Stoßen    | Mario Schult (BSG Motor Stralsund) | 212,5 kg | Thomas Kantusch (TSC Berlin) | 207,5 kg | Lutz Lange (SC Karl-Marx-Stadt) | 202,5 kg |
| Mehrkampf | Mario Schult (BSG Motor Stralsund) | 380,0 kg | Thomas Kantusch (TSC Berlin) | 372,5 kg | Lutz Lange (SC Karl-Marx-Stadt) | 365,0 kg |

### 1. Schwergewicht (bis 100 kg)
| Disziplin | Gold                           | Gold     | Silber                             | Silber   | Bronze                                   | Bronze   |
| --------- | ------------------------------ | -------- | ---------------------------------- | -------- | ---------------------------------------- | -------- |
| Reißen    | Udo Guse (BSG Motor Stralsund) | 170,0 kg | Falko Jeschke (SC Einheit Dresden) | 170,0 kg | Holger Schumann (ASK Vorwärts Frankfurt) | 167,5 kg |
| Stoßen    | Udo Guse (BSG Motor Stralsund) | 212,5 kg | Falko Jeschke (SC Einheit Dresden) | 210,0 kg | Holger Schumann (ASK Vorwärts Frankfurt) | 192,5 kg |
| Mehrkampf | Udo Guse (BSG Motor Stralsund) | 382,5 kg | Falko Jeschke (SC Einheit Dresden) | 380,0 kg | Holger Schumann (ASK Vorwärts Frankfurt) | 360,0 kg |

### 2. Schwergewicht (bis 110 kg)
| Disziplin | Gold                                  | Gold     | Silber                                   | Silber   | Bronze                                  | Bronze   |
| --------- | ------------------------------------- | -------- | ---------------------------------------- | -------- | --------------------------------------- | -------- |
| Reißen    | Ronny Weller (ASK Vorwärts Frankfurt) | 190,0 kg | Mario Mitzkatis (ASK Vorwärts Frankfurt) | 165,0 kg | Sven Duckstein (ASK Vorwärts Frankfurt) | 135,0 kg |
| Stoßen    | Ronny Weller (ASK Vorwärts Frankfurt) | 230,0 kg | Mario Mitzkatis (ASK Vorwärts Frankfurt) | 205,0 kg | Sven Duckstein (ASK Vorwärts Frankfurt) | 175,0 kg |
| Mehrkampf | Ronny Weller (ASK Vorwärts Frankfurt) | 420,0 kg | Mario Mitzkatis (ASK Vorwärts Frankfurt) | 370,0 kg | Sven Duckstein (ASK Vorwärts Frankfurt) | 310,0 kg |

### Superschwergewicht (über 110 kg)
| Disziplin | Gold                          | Gold     | Silber                               | Silber   | Bronze              |
| --------- | ----------------------------- | -------- | ------------------------------------ | -------- | ------------------- |
| Reißen    | Michael Schubert (TSC Berlin) | 195,0 kg | Andreas Freitag (SC Einheit Dresden) | 170,0 kg | nur zwei Teilnehmer |
| Stoßen    | Michael Schubert (TSC Berlin) | 230,0 kg | Andreas Freitag (SC Einheit Dresden) | 210,0 kg | nur zwei Teilnehmer |
| Mehrkampf | Michael Schubert (TSC Berlin) | 425,0 kg | Andreas Freitag (SC Einheit Dresden) | 380,0 kg | nur zwei Teilnehmer |

## Medaillenspiegel
| Platz | Verein | Verein                 | Gold | Silber | Bronze | Gesamt |
| ----- | ------ | ---------------------- | ---- | ------ | ------ | ------ |
| 1     |        | TSC Berlin             | 10   | 9      | 5      | 24     |
| 2     |        | SC Karl-Marx-Stadt     | 6    | 0      | 3      | 9      |
| 3     |        | BSG Motor Stralsund    | 6    | 0      | 0      | 6      |
| 4     |        | ASK Vorwärts Frankfurt | 3    | 5      | 8      | 16     |
| 5     |        | BSG Wismut Altenburg   | 3    | 0      | 0      | 3      |
| 6     |        | BSG Wismut Gera        | 2    | 1      | 3      | 6      |
| 7     |        | SC Einheit Dresden     | 0    | 9      | 2      | 11     |